# Шелдон Вайтгаус
Шелдон Вайтгаус (англ. Sheldon Whitehouse; нар. 20 жовтня 1955, Нью-Йорк) — американський юрист і політик-демократ, сенатор США від штату Род-Айленд з 2007 року. Представляє Сенат в Комісії з питань безпеки та співробітництва в Європі.

## Біографія
Він син дипломата й посла США Чарльза Вайтгауса. Закінчив Єльський університет (1978), здобув ступінь доктора права в Університеті Вірджинії (1982).
Упродовж 1982–1983 років працював помічником судді Верховного апеляційного суду Вірджинії, був помічником генерального прокурора штату Род-Айленд з 1985 до 1990 року. Директор Департаменту регулювання підприємницької діяльності при губернаторі Род-Айленду з 1992 до 1994 року.
У 1994 році президент Білл Клінтон призначив його федеральним прокурором. У 1998 році він був обраний Генеральним прокурором Род-Айленду. 2002 року Вайтгаус без успіху намагався отримати номінацію Демократичної партії на виборах губернатора штату.
Одружений, має двох дітей.

## Позиція щодо Північного потоку-2
У січні 2022 року проголосував проти проєкту санкцій для газогону «Північний потік-2» як засобу запобігання російському вторгненню в Україну.